# Reinaldo García Zapata
Reinaldo García Zapata (Santiago di Cuba, 9 marzo 1968) è un politico cubano, attuale governatore dell'Avana, capitale cubana.
Garcia Zapata è stato eletto governatore della città/provincia dell'Avana il 18 gennaio 2020. In precedenza aveva ricoperto il ruolo di presidente dell'Assemblea provinciale del potere popolare dell'Avana.
García sostituisce Marta Hernández Romero, la quale ha lasciato l'incarico nel gennaio 2020.